# ازاریطه
الازاریطه (به عربی: الأزاریطة) یک محله در مصر است که در استان اسکندریه واقع شده‌است.